# Balabancea, Tulcea
Balabancea este un sat în comuna Hamcearca din județul Tulcea, Dobrogea, România. Se află în partea de nord-vest a județului, pe râul Taița.
Balabança, 1570 (cu alt nume, Uzun Seydi, kz. Hârșova), 1573 (kz. Isaccea): Balabancea, com. Hamcearca, jud. Tulcea. Balaban, 1530 (kz. Hârșova), neidentificat.

## Istoric
Despre Balabancea și compoziția sa etnică aflăm și din altă lucrare editată la sfârșitul secolului XIX7 . Conform lui Grigore G. Tocilescu, Balabancea era în 1898 o comună fundată de turci, […] peste care au venit încă din secolul trecut, țigani, ruși și români din Basarabia. 
Comuna Balabancea ocupă toată valea superioară a rîului Taița, e așezată la 29 km spre sud-est de Măcin și la 22 km spre sud de orașul Isaccea. Se compune din următoarele cătune: Balabancea (corupție din Balaban-kioi = satul lui Balaban), sat locuit numai de turci prin 1850, acum au emigrat în mare parte, e așezat pe malul drept al Taiței, la poalele dealului Carapcea, e satul de reședință; Giaferca Rusă (Giafer, nume propriu) pe valea Holuclu, la 6 km spre nord de Balabancea, a fost fondată de ruși în urma războiului din Crimeea; Hamcearca, fostă mănăstire rusească așezată pe dreapta Taiței la 5 km spre nord de Balabancea; Islam-Giaferca sau Giaferca-Turcească pe valea Coșlugea la 3 km spre est de Balabancea, a fost odinioară locuit de turci, emigrați acum cu toți; Taița, locuită multă vreme de ruși, până la răsboiul din 1877, e așezată pe valea Țiganca în munți; astăzi cătunul este nelocuit și face parte din cătunul mărginaș numit Țiganca; este la depărtare de 9 km spre nord de Balabancea. Țiganca pe rîul Taița la 8 km spre nord de Balabancea, a fost locuită de ruși prin 1850. Tot de această comună mai țin: mănăstirea Taița la 1 1/2 spre nord de Țiganca, în sus pe cursul Taiței, a fost mănăstire românească prin 1850, acum nu mai are călugări, ci în ea deservesce preotul din Hamcearca și vin locuitorii din Țiganca. Nu se scrie de cine și cînd s-a fondat această mănăstire; moara mănăstirii Cocoșul, așezată pe valea Pîrlita la 2 km spre răsărit de Țiganca peste dealuri, aparține Mănăstirei Cocoșul, e la 6 km. spre sud de Mănăstire; crucea lui Jon Agian, o locuință isolată pe dealul Daiaman-Bair. Posițiunea comunii Balabancea este pitorescă și higienică, aerul curat; munții, care o înconjoară acoperiți de păduri bătrîne de tei, îi îndulcesc clima atât vara cât și iarna. Hotarul amănunțit al comunii: plecând din vârful dealului Breazu, deasupra mănăstirei Cocoșul, se îndreaptă către nord vest, trece prin apropierea mănăstirei, pe la poalele dealului Cocoșul, pe muchia dealului Cadiul, până în vârful dealului Gâlmele - înșirate; în tot acest parcurs a străbătut de-a lungul pădurea Taiței. De la Gâlmele - înșirate se îndreaptă spre către vest, coboară în valea rîului Luncavița, pe care o însoțeste până la confluența sa cu Luncăvicioara, la locul numit podul lui Trandafir; se îndreaptă putin către sud vest și urcă în vârful dealului Gogoncei; de aici, aproape în linie dreaptă se dirige către sud vest, taie valea Luncăvicioara, trece peste dealul Ferului, prin valea Lupului, pe la poalele dealului Ștubeilor și urcă în dealul Negoiu a cărui muchie o urmează până în vârful Almalia; de aici urmând aceiași direcțiune cu oarecare 8 Ionescu 1904, 382-383. www.cimec.ro Pietrele funerare din Balabancea 277 cotitură, pe muchiile dealurilor David și Amzalăi, pe la poalele dealului Carapcea ajunge în râul Taița la 2 km mai jos de satul Balabancea. De aici urcă puțin spre nord pe lângă râul Taița, până aproape de satul Balabancea, se îndreaptă către est până la poalele dealului Boclugea, deasupra comunei Ortakioi, de unde apoi se îndreaptă către nord pe muchia dealului Boclogea, până la valul lui Traian, pe care îl urmează. Urcă apoi dealul Pârlita, coboară în valea Pârlita, la Moara Mănăstirei Cocoșul: de aici se îndreaptă către nord est urcând în susul văii Pârlita, până în dealul Breazul deasupra viilor Bădila. Forma perimetrului comunii este aceia a unui exagon și un pentagon împreunate pe una din laturi; lungimea perimetrului este de aproape 110 km, iar suprafața de peste 75 km pătrați, adică 7.544 hectare. Marginele comunii sunt: la nord Isaccea, de care se desparte prin dealurile Breazu, Cadiul și pădurea Taița; comuna Luncavița, de care se desparte prin valea Luncaviței și dealul Gogoncea; la sud comuna Ortakioi; la est comunele Ali-bei-kioi, despărțită prin dealul Boclogea; Meidanchioi de care se desparte prin valul lui Traian și cu comuna Nicolițel, de care se desparte prin valea Pârlita și dealul Breazu; la vest cu comunele Greci, despărțită prin dealul Negoiu; cu Cerna despărțită prin dealul lui David și Amzalăi; cu cătunul Ac-punar (al comunii Cârjelari), de care se desparte prin dealurile Amzalăi și Carapcea. Repartiția suprafeții si populatiei este arătată la plasă. Case sunt 291, bordeie 23, cârciumi 5, mori 2, fontâni 39. Bugetul comunii este de 6.278 lei la venituri și 5.497 lei la cheltuieli, cu un excedent mediu (pe cinci ani) de 3.908. Contribuabili sunt 268. În toată comuna sunt două școli mixte, în Balabancea si Islam-Giaferca înființate de județ în 1891 si 1897, nu au local propriu; au ca venit în fiecare cătun câte 10 hectare pământ; au doi învățători și 80 de elevi. Primăria nu are un local propriu. Cultul religios este representat de 4 biserici creștine și giamie. O biserică este în cătunul Balabancea instalată într-o casă cerchezească, în urma războiului din 1877-1878, are hramul Sf. Apostoli Petru si Pavel. În 1897 s-a construit biserică nouă, care a costat 12.000 lei; e deservită de un preot, care slujește și la cătunul Islam-Giaferca și un cântăreț; ca venit are 10 hectare de pământ; o a doua biserică e în cătunul Islam-Giaferca cu hramul Acoperământul Maicii Domnului, fondată în 1859 de o rusoaică din cătunul Giaferca-Rusă, are un cântâret; are 10 hectare de teren; o a treia în cătunul Hamcearca cu hramul Adormirea Maicii Domnului; la această biserică vin și locuitorii din cătunul Giaferca-Rusă care n-are biserică; este foarte veche, la început a fost mănăstire călugărească, fondată nu se știe de cine și când. Cătunul Țiganca nu are biserică; locuitorii din Țiganca se duc la Mănăstirea Taița, la care servește preotul din Hamcearca. Are 14 hectare teren ca venit. Nu se știe de cine a fost fondată. Giamia din cătunul Balabancea, fondată după ultimul război, într-o veche cerchezească de către turcii locuitori din cătun; are un hoge și 10 hectare de pământ date de comună. Comuna Balabancea se află la 2 km departe de Ortachioi, pe unde trece șoseaua Babadag-Măcin. Pe valea Taiței e o șosea vicinală, care leagă între dânsele diferite cătune ale comunei, așezate aproape toate pe vale. Mai sunt si alte drumuri care pun în legătură comuna Balabancea cu: Ac-Punar, Cerna, Greci, Luncavița, www.cimec.ro Tiberiu CAZACIOC 278 Isaccea, Mănăstirea Cocoșul și Niculițel. Toate drumurile duc peste dealuri prin păduri încântătoare de tei.

### Cimitirul turcesc
Cu privire la cimitirul turcesc de la Balabancea, istoricul de origine română, de etnie turcă, stabilit dinainte de 1989 în S.U.A., cunoscutul turcolog prof. dr. Kemal Hașim Karpat, născut în 1924 la Babadag, în România, lămurește și clarifică:
Mesaj din 14/01/2009
„Stimate domnule Cazacioc, […] Balabancea (un nume de origine cumană, are înțeles de “cel mare”) este o localitate foarte veche ca multe alte sate din Dobrogea, care este un adevărat muzeu arheologic. La Istanbul mai trăiesc câțiva oameni născuți în Balabancea, care era centrul unei colonii de răsvrătiți din Anatolia, colonizați acolo ca pedeapsa în veacul al-16 lea. Urez succes d-stră în cercetări. […] Cu urări de bine, Prof. Dr. Kemal H. Karpat” 
Mesaj din 18/03/2010
„Stimate dl. Cazacioc, apreciez profund interesul dvs. pentru cimitirul din Balabancea. Știu ca Balabancea a fost locuită până în 1937 de turci kâzâlbaș, care erau stabiliți acolo din secolul 16. Erau locuitori ai Anatoliei est-centrale și s-au revoltat împotriva guvernului. Drept pedeapsă, au fost strămutați în Balabancea. Kâzâlbașii ([n.m., care înseamnă] turbanele roșii sau capetele roșii) sunt musulmani, dar sunt cunoscuți drept alevi sau șiiți prin opoziție cu grupul musulmanilor ortodocși sau suniți. Turcii erau șamaniști la începuturi, în zona de unde au venit din Asia Centrală. Presupun că turcii kâzâlbași, care au păstrat multe elemente ale religiei originare, le-au adus la Balabancea. Cu urări de bine, Prof. Dr. Kemal H. Karpat”

Astfel, populația turcă care a pus bazele localității Balabancea a fost de religie islamică, curentul șiit, familii surghiunite la capătul Imperiului Otoman, în Dobrogea, partea sa extrem estică, aproape de gurile Dunării. Este posibil să nu fie singura localitate în care turcii kâzâlbași au fost surghiuniți. Cercetări în arhivele administrative ale Imperiului Otoman, de către specialiști în acea perioadă, ne-ar putea spune cine, când și cum a ajuns în zona văii Taiței. Cele două cimitire de la Balabancea și de la Iaila, posibil și din alte părți ale Dobrogei, capătă o conotație deosebită în această lumină. Studierea lor de către specialiști, pentru a fi declarate ca patrimoniu istoric, le-ar putea pune în valoare și ar putea stopa eventuala tentație de profanare, prin introducerea terenurilor în circuitul agricol.